# آنتون سیلوانوف
آنتون سیلوانوف (روسی: Анто́н Ге́рманович Силуа́нов؛ IPA: [ɐnˈton ˈɡʲɛrmənəvʲɪtɕ sʲɪlʊˈanəf]؛ زادهٔ ۱۲ آوریل ۱۹۶۳) سیاست‌مدار اهل کشور روسیه (اتحاد جماهیر سوسیالیستی شوروی سابق) است. وی از سال ۲۰۱۱ وزیر امور مالی روسیه می‌باشد.